# 西大伍
西大伍（1987年8月28日—），日本足球運動員，現效力日職球隊札幌岡薩多，前日本國家足球隊成員。

## 俱樂部生涯
出身于札幌冈萨多青训，2006年升入一线队，2010年被租借至新潟天鹅，2011年起效力于鹿岛鹿角，8年来一直是鹿岛鹿角的主力选手，入选了2017、2018年日职联赛最佳阵容。
鹿岛鹿角后卫西大伍向球队提出了海外转会的申请。此前他已经前往葡超联赛的马尔蒂默及英格兰的球队进行试训。
神户胜利船官方宣布，鹿岛鹿角后卫西大伍正式转会加盟。
一年后，帮助神户胜利船2-0击败鹿岛鹿角，赢得了队史首个主要奖杯日本超级杯，并帮助神户胜利船历史上首次获得了亚冠席位。
西大伍在2021赛季加入浦和红钻，赛季出场了25场日职联赛，攻入了1个进球。 
浦和红钻官方宣布，后卫、前日本国脚西大伍和球队合同到期，将以自由身离队。

## 外部連結
- National Football Teams （页面存档备份，存于）
- Japan National Football Team Database*西大伍 – FIFA國際賽競賽紀錄 (存檔)
- Daigo Nishi（页面存档备份，存于） at the Japan National Football Team
- Soccerway資料庫：西大伍
- 日本職業足球聯賽中的西大伍 （日語）
- Profile at Kashima Antlers